# 薩基諾河
薩基諾河是美国密西根州一條22.4英里長（36.0公里）的河流。它由薩基諾西南的蒂塔巴瓦西河（Tittabawassee）和夏厄沃西河（Shiawassee）匯合而成。它向北流入休伦湖的薩基諾灣，途經薩基諾和貝城，這兩個城市都是在19世紀圍繞它發展起來的。流域面積為8,595平方英里（22,260平方公里）。估計河流在河口的平均流量為每秒4,827立方英尺（136.7m3/s）。
這條河是密歇根州中部的重要航運路線，途經薩基諾和貝城。它是密歇根州為數不多的能夠通航的河流之一。薩基諾河後嶺燈塔（Saginaw River Rear Range Light）是1876年為改善航行而建造的兩座燈塔之一，於1984年被列入國家史蹟名錄。自21世紀之交以來，它一直在進行翻新。